# A Inimiga
A Inimiga foi uma telenovela exibida pela TV Tupi de março a abril de 1966, no horário das 21h30. Escrita e dirigida por Geraldo Vietri, foi baseada em um original argentino.

## Trama
Jovem fica viúva e vai morar com a família do marido passando a ser disputada por dois cunhados comprometidos.

## Elenco
- Rosamaria Murtinho .... Leonora[1]
- Hélio Souto .... Ricardo[1]
- José Parisi .... César[1]
- Marisa Sanches .... Virgínia [1]
- Lisa Negri .... Silvana[1]
- Maria Luiza Castelli Magnólia
- Juca de Oliveira .... Maurício[1]
- Marcos Plonka .... Décio[1]
- Néa Simões .... Isaura[1]
- Gian Carlo Mirko
- Vininha de Moraes  Vânia
- Elias Gleiser .... Frederico[1]

## Curiosidades
- Apesar de reunir novamente da dupla Rosamaria Murtinho e Hélio Souto, a telenovela não repetiu o sucesso de A moça que veio de longe.